# 4إكس

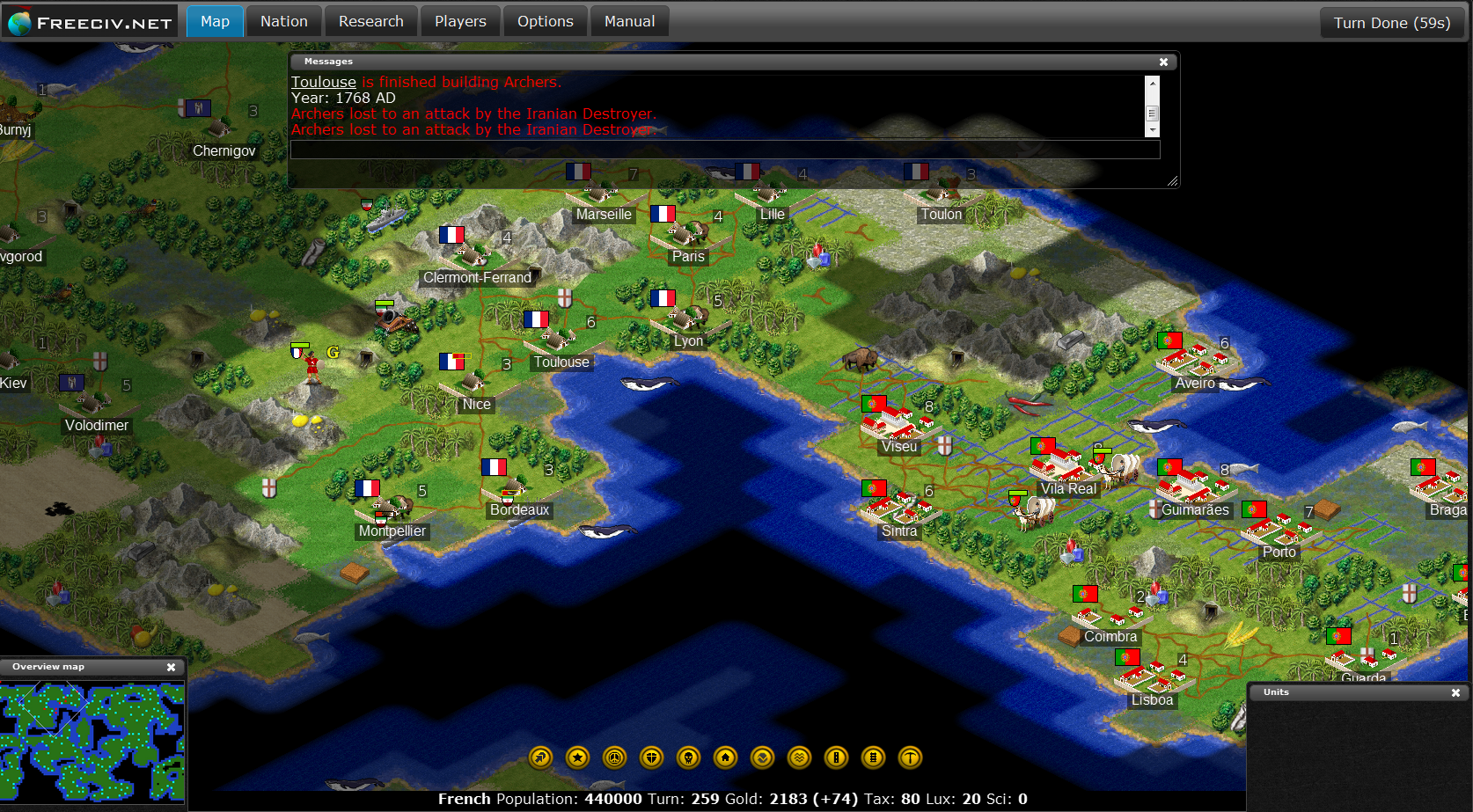

4 إكس (بالإنجليزية: 4X)‏ هو نوع من ألعاب الفيديو الإستراتيجية والتي يتحكم فيها اللاعب بإمبراطورية، أخترع هذا المصطلح من قبل ألان إيمريتش في سنة 1993 بعد تصميمه للعبة ماستر أوف أوريون وعرفت منذ ذلك الحين بهذا الاسم، وتعتبر لعبة سيفيليزيشن من أشهر هذا الألعاب.